# Ley de reciprocidad cuadrática
En matemática, dentro de la teoría de números, la ley de reciprocidad cuadrática designa al «teorema áureo» que relaciona la solubilidad de dos congruencias de segundo grado relacionadas:
{\displaystyle x^{2}\equiv p{\pmod {q}}}
{\displaystyle y^{2}\equiv q{\pmod {p}}}
donde {\displaystyle p} y {\displaystyle q} son números primos impares. Esta proposición fue descubierta por Carl Friedrich Gauss a los 18 años de edad y la demostró un año después. Es reconocida como uno de los resultados más preciosos de la teoría de los números; fue formulada por el prolífico Leonhard Euler en 1783, y trece años después se encargó de probarla Gauss.

## Enunciado
El enunciado del teorema áureo es el siguiente:
| Teorema áureo (ley de reciprocidad cuadrática) Si ninguno de los primos {\displaystyle p} o {\displaystyle q} pertenece a la sucesión {\displaystyle 4k+1} entonces una de las congruencias tiene solución si y sólo si la otra no tiene solución. Si alguno de los primos pertenece a la sucesión {\displaystyle 4k+1} entonces o bien ambas congruencias tienen solución o bien ninguna de las dos tiene solución. |

El enunciado puede simplificarse utilizando el símbolo de Legendre:
{\displaystyle \left({\frac {p}{q}}\right)=\left\{{\begin{array}{cl}1&\mathrm {si} \ x^{2}\equiv p{\pmod {q}},\\-1&\mathrm {en\ otro\ caso,} \end{array}}\right.}
entonces el enunciado del teorema puede resumirse de la siguiente forma:
{\displaystyle \left({\frac {p}{q}}\right)\left({\frac {q}{p}}\right)=(-1)^{\frac {(p-1)(q-1)}{4}}.}
Como {\displaystyle {\tfrac {(p-1)(q-1)}{4}}} es par si alguno de los primos p o q es congruente con 1 mod 4, y es impar en otro caso, {\displaystyle \textstyle \left({\frac {p}{q}}\right)\left({\frac {q}{p}}\right)} es igual a 1 si p o q es congruente con 1 mod 4, y es igual a –1 si ambos son congruentes con 3 mod 4.
Algunas de las demostraciones más sencillas de la ley de reciprocidad cuadrática utilizan el lema de Gauss que trata sobre residuos cuadráticos, y que él mismo utilizó en dos de sus ocho demostraciones.

## Historia
El teorema (como conjetura) fue enunciado inicialmente por Euler en 1742 en una carta a Goldbach. Alrededor de medio siglo después, en 1798 Legendre publicó una demostración que se basaba en argumentos no probados.
El teorema fue, por primera vez, fehacientemente demostrado por Gauss, en 1801 en su libro Disquisitones Arithmeticae, donde da dos demostraciones del mismo. Gauss lo tenía en gran estima y lo denominó el teorema áureo.
Ya en el siglo XXI, en el libro Reciprocity Laws: From Euler to Eisenstein, de Franz Lemmermeyer, publicado en 2000, aparecen citadas 196 demostraciones diferentes de la ley de reciprocidad cuadrática.

## Tabla de características cuadráticas de los números primos
| R | q es un residuo (mod p) | q ≡ 1 (mod 4) o p ≡ 1 (mod 4) (o ambos) |
| N | q es no residuo (mod p) | q ≡ 1 (mod 4) o p ≡ 1 (mod 4) (o ambos) |
| R | q es un residuo (mod p) | ambos q ≡ 3 (mod 4) y p ≡ 3 (mod 4)     |
| N | q es no residuo (mod p) | ambos q ≡ 3 (mod 4) y p ≡ 3 (mod 4)     |

|   |    | q |    |    |    |    |    |    |    |    |    |    |    |    |    |    |    |    |    |    |    |    |    |   |   |
| 3 | 5  | 7 | 11 | 13 | 17 | 19 | 23 | 29 | 31 | 37 | 41 | 43 | 47 | 53 | 59 | 61 | 67 | 71 | 73 | 79 | 83 | 89 | 97 |   |   |
| p | 3  |   | N  | R  | N  | R  | N  | R  | N  | N  | R  | R  | N  | R  | N  | N  | N  | R  | R  | N  | R  | R  | N  | N | R |
| p | 5  | N |    | N  | R  | N  | N  | R  | N  | R  | R  | N  | R  | N  | N  | N  | R  | R  | N  | R  | N  | R  | N  | R | N |
| p | 7  | N | N  |    | R  | N  | N  | N  | R  | R  | N  | R  | N  | R  | N  | R  | N  | N  | R  | R  | N  | R  | N  | N | N |
| p | 11 | R | R  | N  |    | N  | N  | N  | R  | N  | R  | R  | N  | N  | R  | R  | R  | N  | R  | R  | N  | N  | N  | R | R |
| p | 13 | R | N  | N  | N  |    | R  | N  | R  | R  | N  | N  | N  | R  | N  | R  | N  | R  | N  | N  | N  | R  | N  | N | N |
| p | 17 | N | N  | N  | N  | R  |    | R  | N  | N  | N  | N  | N  | R  | R  | R  | R  | N  | R  | N  | N  | N  | R  | R | N |
| p | 19 | N | R  | R  | R  | N  | R  |    | R  | N  | N  | N  | N  | R  | R  | N  | N  | R  | N  | N  | R  | N  | R  | N | N |
| p | 23 | R | N  | N  | N  | R  | N  | N  |    | R  | R  | N  | R  | N  | R  | N  | R  | N  | N  | R  | R  | N  | N  | N | N |
| p | 29 | N | R  | R  | N  | R  | N  | N  | R  |    | N  | N  | N  | N  | N  | R  | R  | N  | R  | R  | N  | N  | R  | N | N |
| p | 31 | N | R  | R  | N  | N  | N  | R  | N  | N  |    | N  | R  | N  | R  | N  | R  | N  | R  | R  | N  | N  | N  | N | R |
| p | 37 | R | N  | R  | R  | N  | N  | N  | N  | N  | N  |    | R  | N  | R  | R  | N  | N  | R  | R  | R  | N  | R  | N | N |
| p | 41 | N | R  | N  | N  | N  | N  | N  | R  | N  | R  | R  |    | R  | N  | N  | R  | R  | N  | N  | R  | N  | R  | N | N |
| p | 43 | N | N  | N  | R  | R  | R  | N  | R  | N  | R  | N  | R  |    | R  | R  | R  | N  | R  | N  | N  | R  | R  | N | R |
| p | 47 | R | N  | R  | N  | N  | R  | N  | N  | N  | N  | R  | N  | N  |    | R  | R  | R  | N  | R  | N  | R  | R  | R | R |
| p | 53 | N | N  | R  | R  | R  | R  | N  | N  | R  | N  | R  | N  | R  | R  |    | R  | N  | N  | N  | N  | N  | N  | R | R |
| p | 59 | R | R  | R  | N  | N  | R  | R  | N  | R  | N  | N  | R  | N  | N  | R  |    | N  | N  | R  | N  | R  | N  | N | N |
| p | 61 | R | R  | N  | N  | R  | N  | R  | N  | N  | N  | N  | R  | N  | R  | N  | N  |    | N  | N  | R  | N  | R  | N | R |
| p | 67 | N | N  | N  | N  | N  | R  | R  | R  | R  | N  | R  | N  | N  | R  | N  | R  | N  |    | R  | R  | N  | R  | R | N |
| p | 71 | R | R  | N  | N  | N  | N  | R  | N  | R  | N  | R  | N  | R  | N  | N  | N  | N  | N  |    | R  | R  | R  | R | N |
| p | 73 | R | N  | N  | N  | N  | N  | R  | R  | N  | N  | R  | R  | N  | N  | N  | N  | R  | R  | R  |    | R  | N  | R | R |
| p | 79 | N | R  | N  | R  | R  | N  | R  | R  | N  | R  | N  | N  | N  | N  | N  | N  | N  | R  | N  | R  |    | R  | R | R |
| p | 83 | R | N  | R  | R  | N  | R  | N  | R  | R  | R  | R  | R  | N  | N  | N  | R  | R  | N  | N  | N  | N  |    | N | N |
| p | 89 | N | R  | N  | R  | N  | R  | N  | N  | N  | N  | N  | N  | N  | R  | R  | N  | N  | R  | R  | R  | R  | N  |   | R |
| p | 97 | R | N  | N  | R  | N  | N  | N  | N  | N  | R  | N  | N  | R  | R  | R  | N  | R  | N  | N  | R  | R  | N  | R |   |

## Otras leyes de reciprocidad
Existen otras leyes de reciprocidad: cúbica, bicuadrática y otras de grados superiores o de naturaleza algo diferente, aunque normalmente se encuentran fuera del ámbito de la aritmética de números enteros, y es necesario acudir a cuerpos de números algebraicos.